# Henri Braconnot
Henri Braconnot (29 de mayo de 1780, Commercy, Meuse – 15 de enero de 1855, Nancy) fue un químico y farmacéutico francés.
Nació en Commercy, su padre abogado en el parlamento local. Con la muerte de su padre, en 1787, Henri comenzó su instrucción en una escuela primaria en Commercy y luego con maestros privados.
A los 13 años, fue colocado como aprendiz en una farmacia en Nancy donde  aprendió y practicó farmacia, química y botánica. A los 15 años,  dejó Nancy por un servicio militar en un hospital en Estrasburgo.
En 1801-1802,  vivió en París donde  aprendió en varias escuelas, Museo, escuela de medicina entre otras, y siguió las conferencias de Antoine-François de Fourcroy, Jean-Baptiste Lamarck y Étienne Geoffroy Santo-Hilaire. Llevó a cabo algunas investigaciones químicas sobre la composición de un cuerno fósil que se publicaron más tarde (J Chim Phys 1806).
De 1802 hasta su muerte,  vivió en Nancy donde fue nombrado en 1807 como director del jardín botánico y miembro de la academia científica de la ciudad. Trabajó como químico hasta su muerte principalmente en química de plantas. Realizó varias investigaciones sobre asimilación de plantas, ácidos orgánicos, composición de plantas y grasas. Hizo también contribuciones menores a la mineralogía e hidrología.
Fue elegido en 1823 miembro corresponsal de la Academia de Ciencias en París. Hasta su muerte en 1855,  publicó 112 obras.
En el dominio de las grasas, Braconnot describió en 1815 que las grasas están formadas de una parte sólida ("sebo absoluto") y un compuesto oleoso ("aceite absoluto"), cuya consistencia resulta de las proporciones de las dos partes. Esta conclusión se obtuvo después de presionar las grasas en frío entre papeles de filtro (Ann Chimie 1815, 93, 225). Además, después de la saponificación y la acidificación Braconnot separó una fracción sólida similar a la "adipocira" descrita por Fourcroy (1806). Desafortunadamente, no observó sus propiedades ácidas, lo que llevó a Chevreul a descubrirlas en 1820 el ácido esteárico. 
Dado que estos datos eran similares a los primeros datos obtenidos por Chevreul en 1813, éstos enviaron una carta a la revista Annales de Chimie reclamando su prioridad y refutando la originalidad del trabajo de Braconnot (Ann Chim 1815, 94, 73).
Como una aplicación de su trabajo de laboratorio, a Braconnot se le ocurrió que el "sebo absoluto" (similar a estearina) de carne de vaca u oveja podría usarse para hacer velas. Llamó a esa sustancia "ceromimeno" (similar a la cera). Con Simonin F, un farmacéutico en Nancy,  patentó en 1818 un proceso de fabricación de velas. Un proceso mejorado utilizando ácido esteárico fue patentado por Chevreul siete años más tarde.
En el dominio de la química de plantas, Braconnot contribuyó al aislamiento y la descripción de varios compuestos, la mayoría de los cuales se mostraron posteriormente como mezclas de productos más simples. Entre otros, Braconnot descubrió los ácidos gálico y elágico (1818) y el ácido pirogálico (pirogalol) que más tarde permitió el desarrollo de la fotografía. Descubrió también en 1811 la quitina en hongos, el polisacárido más antiguo conocido. En 1819,  publicó una memoria que describía por primera vez la conversión de madera, paja o algodón en azúcar mediante un tratamiento con ácido sulfúrico. El nombre de glucosa  fue propueso 24 años  más tarde por Dumas para un azúcar obtenido de manera similar a partir de almidón, celulosa, o miel. Mediante el mismo proceso de acidez, Braconnot obtuvo un "azúcar de gelatina" (nombrado más tarde glycocolle, ahora glicina) a partir de gelatina y leucina de las fibras musculares. Además, al reaccionar ácido nítrico concentrado sobre madera o algodón, Braconnot obtuvo un producto inflamable, la xiloidina (un precursor del colodión y nitrocelulosa), el cual podría ser transformado en un barniz vítreo. Esta sustancia puede considerarse como el primer polímero o material plástico creado por un químico.
En 1825, descubrió un heteropolisacárido estructural, la pectina.